# Oekraïense presidentsverkiezingen 2004
In de herfst van 2004 kwam er een einde aan de tweede ambtstermijn van de Oekraïense president Leonid Koetsjma. Een derde ambtstermijn voor Koetsjma, die vanaf 1994 aan de macht was geweest, zou in strijd zijn geweest met de Oekraïense wet, waardoor hij niet kon deelnemen aan de Oekraïense presidentsverkiezingen van 2004, waarvan de eerste ronde plaatsvond op 31 oktober.
Het belang van de verkiezingen voor de toekomst van Oekraïne was groot: Koetsjma was hoofdzakelijk de president geweest van een groep grote industriëlen, de zogenaamde oligarchen, en had een sterk op Rusland gerichte koers gevaren. De belangrijkste scheidslijn in de Oekraïense politiek was lange tijd vooral de vraag geweest of men voor of tegen Koetsjma was. Bovendien had Koetsjma de macht van de president tot bijna dictatoriale proporties uitgebouwd. De verkiezingen van 2004 bepaalden dan ook niet alleen wie de nieuwe machthebber zou worden, maar zouden ook een keuze inhouden voor de richting waarin Oekraïne in de toekomst zou gaan: het Westen of Rusland.
Deze twee richtingen werden vertegenwoordigd door de twee belangrijkste kandidaten in de verkiezingen. De zittende premier Viktor Janoekovytsj stond voor een pro-Russische koers en werd gesteund door zowel Rusland als de gevestigde macht in Kiev. Zijn voornaamste tegenstrever was de meer op Europa en de Verenigde Staten georiënteerde ex-premier en oppositieleider Viktor Joesjtsjenko. Andere kandidaten zouden niet boven 6% van de stemmen uitkomen.
De verkiezingsstrijd vond plaats in een verhitte sfeer en werd gekenmerkt door intimidatie, geweld, manipulatie van de media en wederzijdse beschuldigingen. De staatsmedia besteedden vrijwel uitsluitend aandacht aan de campagne van Janoekovytsj, terwijl de oppositie in haar functioneren werd gedwarsboomd door middel van onder meer razzia's en inperking van het recht op vergadering. Zowel president Koetsjma als de Russische president Vladimir Poetin zetten zich actief in voor Janoekovytsj. Vooral in regeringsgetrouwe oblasten stond het staatsapparaat in hoge mate in dienst van de campagne van Janoekovytsj en was van de campagne van andere kandidaten nauwelijks iets te merken. De oppositie moest het dan ook vooral hebben van direct contact met de kiezer in de vorm van openbare bijeenkomsten en dergelijke. Tekenend voor de sfeer tijdens de verkiezingen was de plotselinge ziekte van Joesjtsjenko begin september; deze werd door hemzelf uitgelegd als een poging van zijn tegenstanders hem te vergiftigen en bleek later inderdaad het gevolg te zijn van een extreem hoge concentratie dioxine.
De tweede ronde vond plaats op 21 november tussen Janoekovytsj en Joesjtsjenko. De officiële uitslag, zoals bekendgemaakt op 23 november, was in het voordeel van Janoekovytsj, maar al snel kwamen beschuldigingen van fraude, zowel van de kant van Joesjtsjenko als van internationale waarnemers. Dit leidde tot een politieke crisis en een golf van massale protesten, die als de Oranjerevolutie de geschiedenis in zou gaan. De aanwijzingen voor grootschalige verkiezingsfraude stapelden zich in hoog tempo op en op 3 december verklaarde het Oekraïense Hooggerechtshof de tweede ronde van de verkiezingen ongeldig. Op 26 december vond een nieuwe tweede ronde plaats, die met een ruime meerderheid door Joesjtsjenko werd gewonnen.

## Eerste ronde, 31 oktober 2004
| Kandidaat                                             | %     | Stemmen        |
| ----------------------------------------------------- | ----- | -------------- |
| Viktor Joesjtsjenko                                   | 39,87 | 11.125.395     |
| Viktor Janoekovytsj                                   | 39,32 | 10.969.579     |
| Oleksandr Moroz                                       | 5,81  | 1.621.154      |
| Petro Symonenko                                       | 4,97  | 1.388.045      |
| Natalija Vitrenko                                     | 1,53  | 426.897        |
| Anatolij Kinach                                       | 0,93  | 260.890        |
| Oleksandr Jakovenko                                   | 0,78  | 218.214        |
| Oleksandr Omeltsjenko                                 | 0,48  | 136.502        |
| Leonid Tsjernovetsky                                  | 0,45  | 128.037        |
| Dmytro Kortsjynsky                                    | 0,17  | 49.641         |
| Andrij Tsjornovil                                     | 0,12  | 36.086         |
| Mykola Hrabar                                         | 0,07  | 19.550         |
| Mychajlo Brodsky                                      | 0,05  | 16.400         |
| Joerij Zbitnjev                                       | 0,05  | 16.249         |
| Serhij Komisarenko                                    | 0,04  | 13.692         |
| Vasyl Volha                                           | 0,04  | 12.874         |
| Bohdan Bojko                                          | 0,04  | 12.717         |
| Oleksandr Rzjavsky                                    | 0,03  | 10.664         |
| Mykola Rohozjynsky                                    | 0,03  | 10.242         |
| Vladyslav Kryvobokov                                  | 0,03  | 9280           |
| Oleksandr Bazyljoek                                   | 0,03  | 8917           |
| Ihor Doesjyn                                          | 0,03  | 8598           |
| Roman Kozak                                           | 0,02  | 8360           |
| Volodymyr Netsjyporoek                                | 0,02  | 6141           |
| Vitalij Kononov                                       |       | teruggetrokken |
| Hryhorij Tsjernysj                                    |       | teruggetrokken |
| Totaal:                                               |       | 27.897.559     |
| 1,98 % van de kiezers stemde op geen enkele kandidaat |       |                |

De eerste ronde van de verkiezingen vond plaats op 31 oktober 2004. Zoals verwacht resulteerde deze in een nek-aan-nekrace tussen de kandidaten Viktor Janoekovytsj en Viktor Joesjtsjenko, waarbij Joesjtsjenko met een klein verschil op de eerste plaats eindigde.
De opkomst bedroeg ongeveer 75 %. De meer dan 600 waarnemers van de OVSE maakten melding van ernstige onregelmatigheden. Zo was sprake van vooraf ingevulde stembriefjes, stemmen die na het sluiten van de stembussen waren uitgebracht, vervalste handtekeningen, stemmen van overleden mensen en meerdere stemmen van één persoon. In meer dan 40 % van de stemlokalen was er sprake van incorrecte kiezerslijsten. Het is niet bekend in hoeverre deze onregelmatigheden de uiteindelijke uitslag hebben beïnvloed.
Zoals duidelijk wordt uit onderstaande afbeelding, is er sprake van een sterke geografische differentiëring tussen de aanhang van beide winnaars. Joesjtsjenko geniet de meeste steun in het overwegend Oekraïens-sprekende en van de landbouw levende westen en noorden van Oekraïne, terwijl Janoekovytsj de meeste stemmen krijgt in het vooral Russisch-sprekende, geïndustrialiseerde oosten en zuiden van Oekraïne.

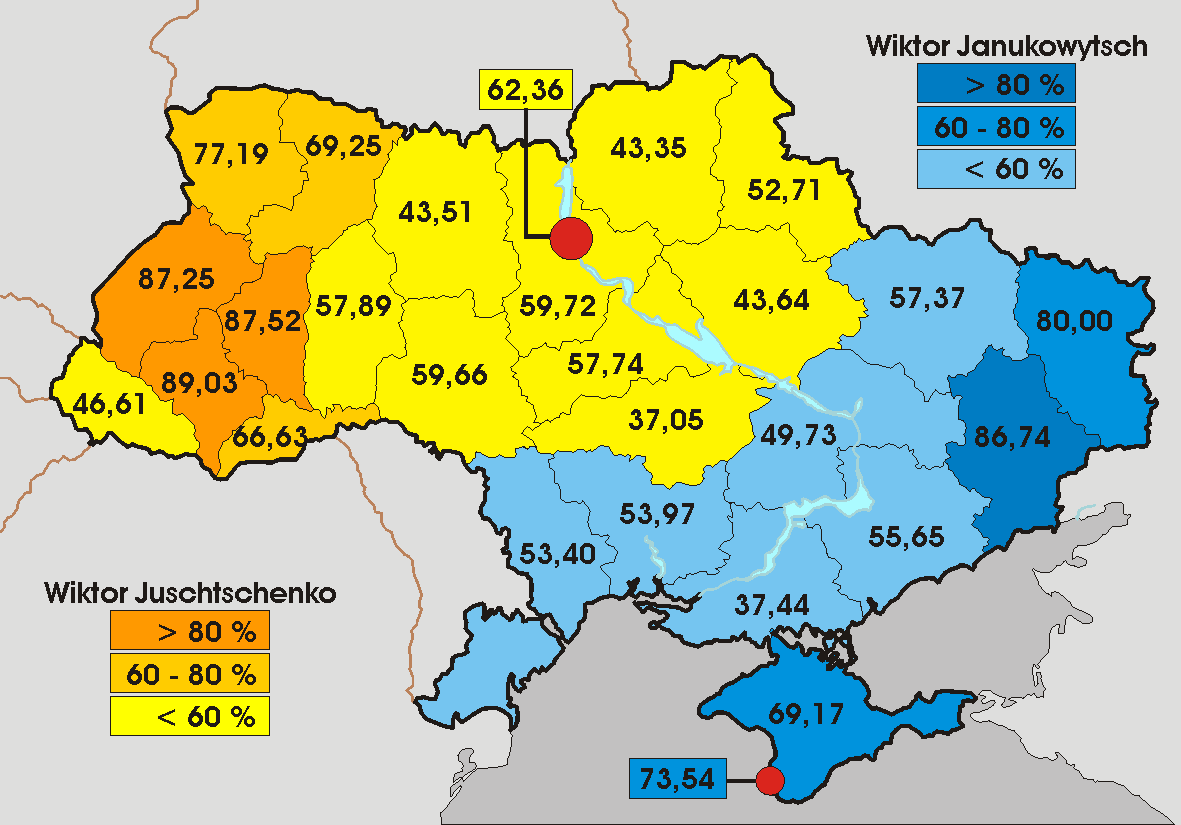
Uitslag eerste ronde - winnaar per oblast

## Tweede ronde, 21 november 2004
Op 21 november 2004 vond de tweede ronde van de verkiezingen plaats. De enige kandidaten waren de nummers één en twee van de eerste ronde, zittend premier Viktor Janoekovytsj en oppositieleider Viktor Joesjtsjenko. Janoekovytsj, premier sinds 2002, genoot de steun van zowel president Leonid Koetsjma als de Russische president Vladimir Poetin. Joesjtsjenko had op zijn beurt de steun van de Europese Unie en de Verenigde Staten. Hij werd als een prowesters politicus gezien.

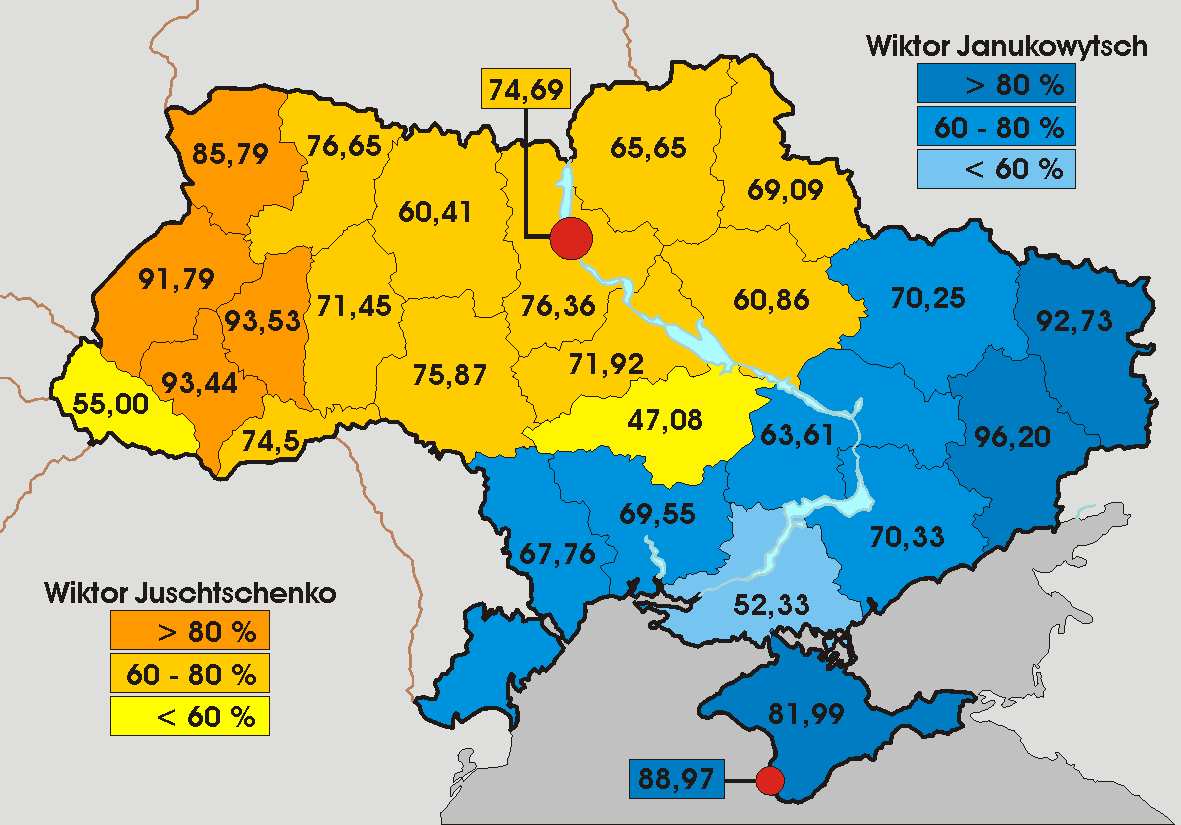
Uitslag tweede ronde - winnaar per oblast

De tweede ronde werd opnieuw een nek-aan-nekrace, maar naarmate het tellen der stemmen vorderde werd steeds duidelijker dat Janoekovytsj de verkiezingen had gewonnen. Op 24 november werd uiteindelijk de officiële uitslag bekendgemaakt: 49,46 % van de stemmen voor Janoekovytsj en 46,61 % van de stemmen voor Joesjtsjenko. De Centrale Kiescommissie riep Janoekovytsj dan ook uit tot winnaar van de verkiezingen.
Joesjtsjenko had inmiddels aangegeven zich niet bij de uitslag te zullen neerleggen. Ook de Verenigde Staten en Canada verwierpen de officiële verkiezingsuitslag, en de Europese Unie drong aan op een hertelling van de stemmen. Inderdaad hadden de exitpolls gewezen op een ruime overwinning voor Joesjtsjenko. Internationale waarnemers spraken van "ondemocratische verkiezingen" en rapporteerden vele onregelmatigheden. Opvallend waren ook de grote verschillen in opkomst tussen regio's die Janoekovytsj steunden en regio's die Joesjtsjenko steunden. Zo liet Janoekovytsj' bolwerk Donetsk een opkomst zien van 98,5 %, meer dan 40 % hoger dan in de eerste ronde. Groepen Janoekovytsj-aanhangers reisden door de regio en brachten vele stemmen uit. Groepen die afhankelijk waren van overheidssteun, zoals studenten, ziekenhuispatiënten en gevangenen, werden onder druk gezet om op de regeringskandidaat te stemmen of omgekocht. Ook andere voorbeelden van verkiezingsfraude werden geconstateerd, variërend van "spook-kiezers" en verdwenen of van tevoren ingevulde stembiljetten tot aan grootschalige intimidatie van kiezers en fysiek geweld tegen Joesjtsjenko-aanhangers. In totaal werden door de oppositie circa 11.000 overtredingen tegen de kieswet geregistreerd, plus nog zo'n 500 door het regeringskamp.
Al op 22 november kwamen tienduizenden boze Oekraïners naar het Onafhankelijkheidsplein in Kiev om hun ongenoegen over de gang van zaken kenbaar te maken. Joesjtsjenko riep hen op niet te wijken. Hun aantal zwol snel aan tot een kwart miljoen demonstranten, en ook in andere delen van Oekraïne kwamen demonstraties, stakingen en protesten op gang. Lokale overheden in Kiev en West-Oekraïne verklaarden alleen Joesjtsjenko als president te erkennen. Onder druk van de Oranje Revolutie, zoals de protesten als snel genoemd werden, verklaarde het Oekraïense parlement, de Verchovna Rada, de verkiezingen op 27 november ongeldig. Op 3 december deed het Oekraïense Hooggerechtshof hetzelfde: de tweede ronde zou moeten worden overgedaan op 26 december.

## Derde ronde, 26 december 2004

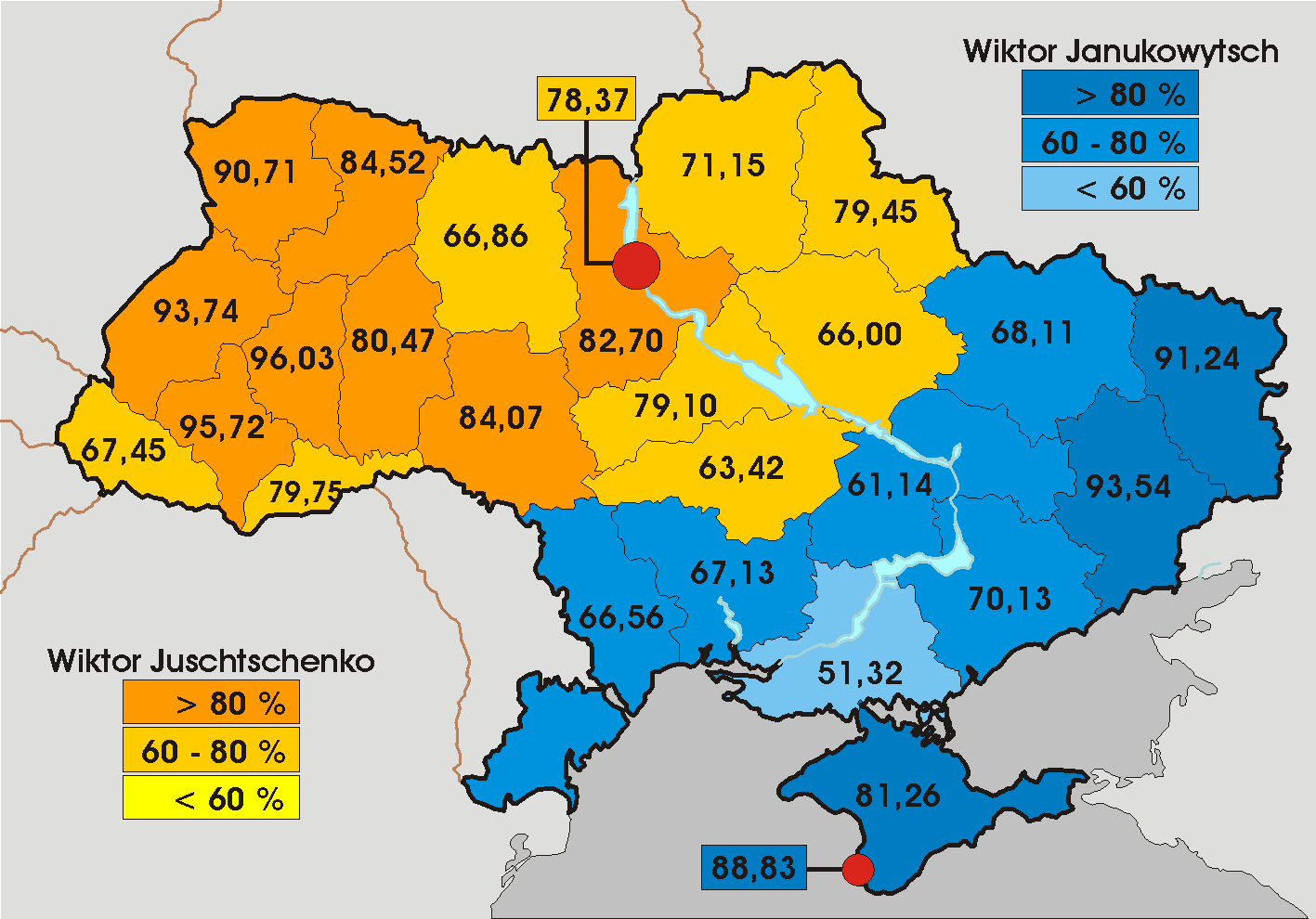
Uitslag derde ronde: winnaar per oblast

Op 26 december 2004 vond onder grote internationale belangstelling een hernieuwde tweede ronde plaats, opnieuw met Janoekovytsj en Joesjtsjenko als kandidaten. De ongeveer 12.000 internationale waarnemers waren ditmaal veel positiever: de staatsmedia hadden zich tijdens de campagneperiode in december redelijk neutraal opgesteld, en ook al waren er nog steeds pogingen tot fraude geconstateerd (onder andere in Charkov), toch voldeden deze verkiezingen redelijk aan de criteria van de OVSE.
De derde ronde werd gewonnen door Viktor Joesjtsjenko, die ditmaal uitkwam op 51,99 % van de stemmen. Viktor Janoekovytsj bleef steken op 44,19 %. Op maandagavond 27 december kondigde Janoekovytsj aan tegen de uitslag in beroep te gaan, daar volgens hem drie miljoen stemmen door manipulaties aan zijn neus voorbij waren gegaan. De Centrale Kiescommissie zag echter geen reden om de verkiezingen ongeldig te verklaren. Zelfs onder zijn eigen aanhang nam de animo om de verkiezingen langer ter discussie te stellen sterk af. Op 31 december kondigde Janoekovytsj zijn aftreden als premier aan, op 5 januari 2005 nam president Koetsjma zijn ontslag aan en benoemde hij Mykola Azarov tot zijn opvolger.

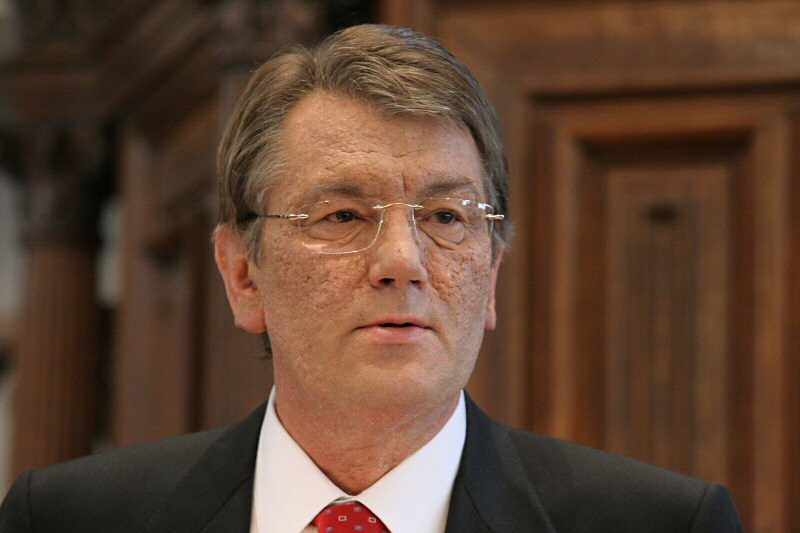
Viktor Joesjtsjenko (Blok Ons Oekraïne)